# Giorgio Cordini
Giorgio Cordini (Venezia, 11 luglio 1950) è un chitarrista, compositore, professore e produttore discografico italiano.

## Biografia
Nato a Venezia, a fine anni sessanta si trasferisce a Brescia e nei primi anni '70 conosce Mauro Pagani con cui suona in due formazioni, il "JB Club" e la "Forneria Marconi" che diventerà poi la Premiata Forneria Marconi (PFM).
Amante del blues, accompagna Carey Bell, Otis Rush, Louisiana Red e altri artisti americani nelle date italiane dei loro tour.
In tanti lo ricordano per la sua lunga collaborazione con Fabrizio De André, durata 8 anni: è iniziata nel 1991 con la tournée "Le nuvole" e le successive tappe teatrali, passando per il tour "Anime salve" del 1997, fino all'ultimo del 1998 "Mi innamoravo di tutto".
Si sono avvalsi della sua collaborazione anche molti altri cantanti italiani, tra cui Cristiano De André, Massimo Bubola, Irene Fargo, Nada, Oliviero Malaspina, Luigi Maieron, Roberto Vecchioni.
Ha collaborato a lungo con Mauro Pagani ed è chitarrista e cantante del trio di blues-rock "Wha-Wha Band", che vede alla batteria Joe Damiani e al basso Max Gabanizza.

### Il primo album
Il suo primo lavoro discografico, in coppia con Andrea Braido, lo vede interpretare dieci canzoni dei Beatles solo con le chitarre acustiche. L'album si intitola Playing the Beatles ed è stato pubblicato nel 1995 e ristampato nel 2002.
Nel 1996, nell'ambito di una rassegna dedicata alla chitarra, partecipa alla settima edizione del "Premio Città di Recanati", dove si sono esibiti sul palco i dieci migliori chitarristi italiani. Nel 1999 fa da supporter a James Taylor nel concerto tenutosi a Brescia, in piazza del Duomo.
Il 12 marzo 2000 ha partecipato a Genova alla serata "Faber amico fragile", accompagnando alla chitarra Cristiano De André, Vasco Rossi, Gino Paoli, Adriano Celentano, Ornella Vanoni e Zucchero Fornaciari.
Sempre nel 2000 ha dato vita, con il chitarrista Enrico Mantovani e l'attore Luca Quaia, ad una serie di concerti teatrali da cui è nato il suo secondo album Chitarre d'autore e dal 2001 ha fatto parte del gruppo di Massimo Ranieri.

### Disarmati
Nel 2002 pubblica l'album Disarmati su cui compare il logo di Emergency, a cui l'autore dona un euro per ogni copia venduta.
Da sempre pacifista Giorgio Cordini ha scelto e riarrangiato le canzoni presenti nel disco il cui filo conduttore è un no forte e inequivocabile alla guerra.
Tra gli altri hanno collaborato l'amico Mauro Pagani e Fabio Treves. La tematica della guerra è presente anche nello spettacolo che porta in giro per l'Italia nel 2002, dove, alle canzoni presentate, fa da sfondo la proiezione di una serie di fotografie di guerra.
Il quartetto acustico nato per questo progetto è formato, oltre che da Giorgio
(chitarra e bouzouki), da Eros Cristiani (fisarmonica e tastiere),
Michele Gazich (violino e viola) e Giuseppe Rotondi (percussioni).
Nel 2003 ha collaborato ai lavori discografici di Roberto Vecchioni e Massimo Bubola, pubblicati poi ad inizio 2004. Sempre nel 2004 un suo brano strumentale inedito, "Penny", è stato inserito in una doppia raccolta (36 The Fingerpicking.net Sampler) di 36 tra brani originali ed interpretazioni di canzoni famose, eseguite da 36 chitarristi italiani. Inoltre la sua versione di "La ballata dell'eroe" è stata inserita nella raccolta Mille papaveri rossi, dedicata a Fabrizio De André. A fine 2004 è uscito 2004 Creuza de mä l'album di Mauro Pagani a cui ha partecipato Giorgio Cordini suonando chitarra, mandolino e bouzouki.
Nel 2005 è proseguita la collaborazione con Mauro Pagani con cui ha suonato in una lunga tournée che ha toccato tutta l'Italia ed anche Spagna, Macedonia e Tunisia.

### Piccola Orchestra Apocrifa e Mille Anni Ancora
Nel 2006 Giorgio ha portato avanti il progetto della Piccola Orchestra Apocrifa un gruppo di 9 musicisti, alcuni di estrazione rock, altri di musica classica, per cui ha arrangiato La Buona Novella di Fabrizio De André, con la collaborazione di Stefano Zeni e Michele Gazich. Ha fondato anche il gruppo "Mille Anni Ancora" con Ellade Bandini (batteria), Mario Arcari (fiati), Alessandro Adami (voce), Eros Cristiani (tastiere), Max Gabanizza (basso), Enrico Mantovani (chitarra), Giuseppe Rotondi (percussioni), Stefano Zeni (violino) e Maria Alberti (cori).
Nell'estate del 2006 ha prodotto il nuovo cd di Reno Brandoni "Yelda" e successivamente il cd "La Buona Novella" della Piccola Orchestra Apocrifa.
In ottobre 2007 Giorgio ha aperto l'"Accademia di musica moderna, etnica e popolare" a Provaglio d'Iseo, dove abita. Sempre nel 2007 suona nell'album di Roberto Tardito Controvento.
Nello stesso anno è iniziata una stretta collaborazione con Reno Brandoni con cui Giorgio ha costituito un duo (bouzouki-chitarra) che presenta un repertorio originale. È del 2008 il loro cd Anema e Corde. In dicembre è uscito anche il cd Storia di un impiegato realizzato con il gruppo Mille Anni Ancora con arrangiamenti di Mario Arcari.
Intensa l'attività di Giorgio nel 2009, iniziata fin da gennaio con le prove della trasmissione di Fabio Fazio "Che tempo che fa", interamente dedicata a Fabrizio De André. Il 21 gennaio, a dieci anni dalla scomparsa di De André, Giorgio ha suonato in diretta televisiva nella band che ha accompagnato i più grandi interpreti della canzone italiana: Andrea Bocelli, Edoardo Bennato, Gianna Nannini, Piero Pelù, Tiziano Ferro, Lucio Dalla e tanti altri.

### Il Concerto del Brancaccio
Prosegue l'attività live del gruppo "Mille Anni Ancora" che riscuote consensi in tutta Italia. Nasce l'idea di realizzare l'ultimo concerto che Fabrizio De André portò nei teatri italiani nel 1998. Così nel marzo 2010 viene presentato per la prima volta a Provaglio d'Iseo "Il concerto del Brancaccio" che ripete la stessa scaletta degli ultimi concerti di Fabrizio.
Nel 2010 Giorgio realizza il nuovo cd “I Fiori di Faber”, una raccolta strumentale di brani di Fabrizio De André che contengono delle citazioni ai fiori.

### Direttore artistico
Dal 2004 Il chitarrista bresciano cura, in veste di direttore artistico, il festival "Acoustic Franciacorta", una rassegna dove ai concerti dedicati alla chitarra acustica fanno da contorno seminari e incontri con i vari musicisti e laboratori di liuteria e restauro. Acoustic Franciacorta è giunto nel 2015 alla dodicesima edizione.

## Discografia

### Album
- 1995 - Playing the Beatles
- 2000 - Chitarre d'autore
- 2002 - Disarmati (Music Runner)
- 2006 - La buona novella (Piccola Orchestra Apocrifa di Giorgio Cordini)
- 2008 - Anema e Corde (con Reno Brandoni)
- 2010 - I Fiori di Faber
- 2015 - Piccole storie
- 2018 - Senza parole
- 2023 - I Can’t Stop Playing the Beatles

### Raccolte Autori Vari
- 2003 - Mille papaveri rossi (con la canzone La ballata dell'eroe)
- 2004 - 36 The Fingerpicking.net Sampler

### Collaborazioni
- 2002 - Senza fiato (di Joe Damiani)
- 2003 - Linea di confine (di Joe Damiani)
- 2003 - Domani (di Mauro Pagani)
- 2003 - Tra fiamma e candela (di Lorenzo Riccardi)
- 2004 - Segreti trasparenti (di Massimo Bubola)
- 2004 - Rotary Club of Malindi (di Roberto Vecchioni)
- 2004 - Zingarom (di Reno Brandoni)
- 2004 - 2004 Creuza de mä (di Mauro Pagani)
- 2005 - In direzione ostinata e contraria (di Fabrizio De André)
- 2006 - De Profundis (di Joan Isaac)
- 2007 - Une Primavere (di Luigi Maieron)
- 2007 - Controvento (di Roberto Tardito)
- 2011 - Retrospettiva (di Roberto Tardito)
- 2013 - Direzione Nulla (di Gianpriamo Incollu e Dario Pusole)